# Cemitério Nossa Senhora do Carmo
O Cemitério Nossa Senhora do Carmo é um cemitério municipal da cidade de São Carlos, inaugurado em 1890. Possui jazigos perpétuos vendidos pela prefeitura, além de conceder gratuitamente jazigos para pessoas carentes, válidos apenas por três anos. A cidade possui outros dois cemitérios, o Cemitério Santo Antônio de Pádua, municipal, inaugurado em 21 de junho de 1964, e o Cemitério Memorial Jardim da Paz, particular.

## Localização
O cemitério Nossa Senhora do Carmo está localizado na Avenida São carlos, circundando os bairros Cidade Jardim, Vila Marina e Vila Costa do Sol. 
Devido os constantes furtos a peças de bronze, desde agosto de 2009, apenas o portão principal (localizado defronte o velório municipal) encontra-se aberto, com exceção aos dias de grande circulação de pessoas, entre eles, os feriados de Finados, dia das Mães e dos Pais.

## História
O Cemitério Nossa Senhora do Carmo foi inaugurado em 26 de novembro de 1890.  Inicialmente chamado apenas "Cemitério Municipal", obteve o nome atual em 1956. Foi o terceiro cemitério público da cidade, sendo precedido pelos seguintes locais:
- o primeiro cemitério (no atual Largo São Benedito), que funcionou entre 1857 e 1882;
- o "Cemitério de São Carlos" (no atual Campo do Rui, na Vila Nery), que funcionou entre 1882 e 1890.[1][2]

Já em seus primeiros anos, o Cemitério era o lugar de sepultamento de pessoas de todas as classes sociais. Desde então, abriga túmulos de personalidades e famílias ilustres da sociedade paulista e são-carlense, sendo também referência em "arte tumular" no Brasil, com importantes obras de arte de vários escultores.
No Cemitério Nossa Senhora do Carmo encontram-se os restos mortais de personalidades como a Jesuíno José Soares de Arruda, Luís Augusto de Oliveira, Antonio Massei, Antonio Militao Lima, Esterina Placco entre outros. Há no Cemitério mausoléus de várias famílias, ornamentados por conjuntos escultórios em bronze.
Entre 1920 e 1922, foi construída uma capela no cemitério, por Bruno Giongo Filho. Os fundos da capela eram usados também como necrotério. Ela foi demolida na segunda metade do século XX.

## Expansão
No início da década de 1970, o cemitério enfrentava seu primeiro esgotamento de capacidade, quando adquiriu parte das terras de seu vizinho Aeroclube de São Carlos. Posteriormente houve mais algumas ampliações. A última delas ocorreu entre 2004/2005, quando o Aeroclube foi definitivamente desativado. A nova ala ganhou estrutura diferenciada, onde os túmulos são padronizados, todos cobertos por grama.
Em 2011 o cemitério contava com 12 hectares e mais de 100 000 sepultados.